# Henrik Wilhelm Hahr
Henrik (Hindric) Wilhelm Hahr, född 24 februari 1724 i Stockholm, död 25 augusti 1794 i Graneberg, Gryt, var en svensk brukspatron och superkargör vid Ostindiska kompaniet.

## Biografi
Henrik Wilhelm Hahr var son till Hinrich Hahr (1693–1747) och Anna Kristina Küsel (1704–1778) samt gift med Catharina Magdalena Rothstein (1742–1820) och far till Anders Henriksson Hahr; han var vidare bror till superkargören i Ostindiska kompaniet Jacob Hahr (1727–1785). Som superkargör medverkade Henrik Wilhelm Hahr i fem resor till Kina ombord på olika fartyg. Från 1778 bodde Hahr på Kristineberg på Kungsholmen i Stockholm och ägde en kort tid två tredjedelar i Bergsunds gjuteri på Södermalm. Han ägde och drev egendomen Sörby säteri samt tegelbruk och såg i Torsåker. Från 1785 var han ensam ägare till egendomen Ehrendal i Frustuna socken, som han sålde 1791, varefter han köpte säteriet Graneberg i Gryts socken. Egendomen Graneberg ärvdes av sonen Henrik Wilhelm Hahr (1769–1802); denne dog barnlös och egendomen övertogs då av hans yngre bror Jacob Hahr (1774–1809).